# 柏木宏之
柏木 宏之（かしわぎ ひろゆき、1958年2月24日 - ）は、毎日放送（MBS）出身のフリーアナウンサーで、武庫川女子大学・武庫川女子大学短期大学部の非常勤講師。
本名は柏木 宏（かしわぎ ひろし）で、MBSでは、アナウンサー室次長兼チーフアナウンサーなどの役職を歴任。2018年2月28日に正社員としての定年（60歳）を迎えてからも、「シニアスタッフ（嘱託社員）」のアナウンサーとして2023年2月28日まで勤務していた。

## 来歴・人物
兵庫県神戸市生まれの山口県山口市・大阪府豊中市育ち。大阪府立渋谷高等学校（2年生までは池田市立）を経て、関西外国語大学外国語学部スペイン語学科へ進学。「アナウンサーになって台風に関する情報を伝えてみたい」との想いが高じて、生田教室でアナウンス技術の研鑽を積みながら、毎日放送の学生アルバイトとして『MBSヤングタウン』（MBSラジオ）木曜日（角淳一・笑福亭鶴光がパーソナリティを務めていた時代）のADを務めていた。
大学卒業後の1983年に、アナウンサーとして毎日放送へ正式に入社。
「柏木 宏之」という氏名は、毎日放送へ入社した直後からのマイクネームである。初段の腕前を持つ柔道の第一線を肝臓疾患で退くなど、公私ともに本名を用いていた学生時代に何度も逆境に見舞われていたことを背景に、姓名判断と小池清（入社当時のアナウンス室長）の許諾を経て「柏木 宏之」（「宏」は「ひろ」、「之」は「し」と読めるので、「宏之」と書いて「ひろし」のままでも不自然ではないが、読みは「ひろゆき」に変更）としての活動に至ったという。
入社後は、1年目の10月から『アップダウンクイズ』（MBSテレビ）のタイトルコール・出場者紹介・結果発表アナウンスを担当したことを皮切りに、MBSテレビ・ラジオが制作する情報・演芸・クイズ番組へ多々出演。『MBSヤングタウン』でも、西川のりおなどと共に日曜日のパーソナリティを務めていた。また、番組・提供クレジット・ラジオCMのナレーターとしても活動。
実父の仕事の関係で山口市内で過ごした小・中学生時代に、現地で発掘された古墳の現地説明会へ偶然参加したことがきっかけで、日本の古代史や文化財に詳しい。2005年4月からは、アナウンサーとしての活動を続けながら、47歳にして奈良大学通信教育部文化財歴史学科の3年次に編入。「奈良や考古学が好きなことが高じて編入した」とのことで、在学中に文化財歴史学の学芸員資格を取得したほか、卒業後に「まほろば総研」（在阪メディアの古代史愛好家が集うサークル）を立ち上げている。
上方落語などの演芸や文学への造詣も深く、古くからの友人に戸田学（作家・上方演芸研究家）がいる。また、MBSラジオで長らく寄席番組（『ザ・上方寄席』→『MBS1179寄席』）の席亭（進行役）を務めたかたわら、自身も寄席で落語を披露することもある。かつて同局で放送していた『ドラマの風』（ラジオドラマ）では、案内役として出演するかたわら、一部の回で原作や脚本を担当していた。さらに、田丸一男は生田教室の後輩に当たり、アナウンサーとしてNHK大津放送局へ勤務していた1990年には、毎日放送のアナウンサー中途採用試験を田丸に紹介。学生時代から毎日放送への入社を望んでいながら、大学4年時に同局のアナウンサー採用試験がなかったことでNHKへ入局していた田丸は、この試験を経て、1991年から2020年9月の定年退職まで毎日放送のアナウンサー室で柏木の同僚になっていた。
自身も2018年の誕生日で毎日放送の正社員としての定年（60歳）に達したため、同年2月28日付で定年退職。同日にMBSラジオで放送された『次は〜新福島!』（後輩アナウンサーの福島暢啓がメインパーソナリティを務める2017年度ナイターオフ期間限定の生ワイド番組）内の「MBSニュース」（21時台）を担当したことを最後に、毎日放送の正社員アナウンサーとしての活動を終えた。ただし、実際には田丸と違って、翌3月1日以降も「シニアスタッフ」（嘱託社員）の立場でアナウンサーとしての活動を続けた。
「新日本放送」時代の1959年3月1日からテレビ放送事業とラジオ放送事業を兼営してきた毎日放送は、2021年4月1日付でラジオ放送事業を「株式会社MBSラジオ」へ移管。毎日放送は移管を機にテレビ単営局へ移行したが、柏木はアナウンス職のまま同社の総合編成局（移管を機に新設）へ在籍する一方で、株式会社MBSラジオが制作・放送する番組にも「MBSアナウンサー」として出演していた。
2023年2月28日（火曜日）で毎日放送との嘱託契約期間が満了したことに伴って、同局を正式に退社。前日（27日）昼前（11時台後半）の『JNN NEWS』関西ローカルパートへの顔出し出演を経て、夕方の『Nスタ』（JNN全国ニュースパート）で流れた上りニュース（毎日放送が取材した大阪高等裁判所の日野町事件再審決定関連のニュース）映像のナレーションを最後に、毎日放送アナウンサーとしての活動を終えた。
毎日放送を退社する前から、アナウンサーとしての活動と並行しながら、武庫川女子大学・武庫川女子大学短期大学部に非常勤講師として在籍。文化財歴史学の学芸員資格を生かすべく、月刊誌の『歴史人』に署名記事を定期的に提供しているほか、日本の古代史に関する物語の執筆を始めていたという。退社に際しては、このような教育・研究・執筆活動を続けながら、フリーアナウンサーとして新たに活動する意向を披露。古巣の1つであるMBSラジオで2023年3月25日（土曜日）に放送された『ラジオウォーク～大和を支えた古代豪族の足跡～』では、「フリーアナウンサー・歴史ナビゲーター」という肩書で進行役を務めたが、2024年2月までの時点では他局の番組へ出演した実績はない。本人が2024年2月1日放送分の『茶屋町ヤマヒロ会議』（毎日放送の退社前からゲストで随時出演していたMBSラジオの生ワイド番組）で語ったところによれば、「2023年の4月に脊柱管狭窄症を発症したため、手術と治療を目的に2ヶ月ほど入院していたほか、退院後にも自宅の玄関で右足首を骨折した。このように自力での歩行がまままらない生活が同年の秋頃まで続いたので、病院や自宅での療養中に『歴史人』向けの原稿の執筆へ専念していた」とのことである。

## 現在の出演番組
いずれもMBSラジオで放送
- 人生という宝物第2代パーソナリティ（2024年3月3日 - 、毎週日曜日17:45 - 17:59）
  - 毎日放送の「シニアスタッフ」任期満了後初めてのレギュラー番組で、初代パーソナリティの野村啓司（同局の正社員時代の先輩アナウンサー）が体調不良を理由に降板の意向を固めたことを受けて、パーソナリティを急遽引き継いだ。なお、野村は2024年3月3日放送分への電話出演をもって正式に降板したが、同月12日に75歳で急逝[7]。
- ならある記～奈良の路をゆく～（2024年10月7日 - 、毎週月曜日18:45 - 19:00） - 「歴史コンシェルジュ」という肩書で出演
- ラジオウォーク関連の特別番組

## 毎日放送アナウンサー時代の担当番組
「シニアスタッフ」への移行・「株式会社MBSラジオ」の発足後も「毎日放送アナウンサー」という肩書で引き続き担当。
- MBSニュース（テレビ・ラジオとも不定期）
  - テレビでは、『Nスタ』日曜版内のローカルニュース・気象情報などを中心に担当。
  - ラジオでは、2017・2018年度のナイターオフ期間に、『MBSヨル隊』『次は〜新福島!』内のニュースも担当（2017年度は毎週水曜日、2018年度は加藤康裕と交互に隔週で火曜日に出演）。

### テレビ
- あどりぶランド[2]
- あまからアベニュー
- ワイドYOU金曜日[2]
- モーニングナウ810（金曜キャスター、1984年10月～1985年3月）
- きらめきワイド
- なるほど!

以下はいずれも、毎日放送の制作による全国ネット番組。
- アップダウンクイズ（西郷輝彦が司会を務めていた1984年にナレーターとしてテレビ番組にデビュー）[2][3]
- すてきな出逢い いい朝8時（生コマーシャルを担当）
- ドラマ30・デザイナー（全国ネット：ゲスト出演・15話 13:30～14:00）
- ドラマ30・暖流（全国ネット：ゲスト出演・17話：マスコミ記者役　13:30～14:00）
- 占い師100人!2007年開運スペシャル（司会、2007年1月4日）

以下はいずれも、事実上ナレーションに専念していた番組。
- せやねん!　
  - かつみ♥さゆりがリポーターを担当するロケ企画（「メチャ売れ」「探せ!不動産」「ココに技あり」）を担当。オープニングの映像には、ナレーション収録中の柏木の顔の画像を、氏名・肩書と共に映していた。
- 痛快!明石家電視台
  - 一部の企画を不定期で担当。2016年まで「MBSアナウンサー（大集合）スペシャル」のナレーターも務めていたが、定年前最後の放送であった2017年版のスペシャル（「実際どうなん!?MBSアナウンサー」）には、ゲスト扱いでスタジオへ出演している。
- たかじんONE MAN（不定期でナレーションを担当）
- ちちんぷいぷい（同上）
- コトノハ図鑑（シニアスタッフへの移行後に不定期でナレーションを担当）

以下はTBSテレビ制作の全国ネット番組

- 朝のホットライン（近畿地方担当キャスター）
- S☆1（「プロ野球名物アナ応援実況スペシャル」近畿地方担当ナレーター）
  - 2013年には、5月18日・19日放送分の「プロ野球交流戦編」と10月13日放送分の「クライマックスシリーズ編」を担当。

### ラジオ
- MBSヤングタウン日曜日（西川のりお・小林千絵などと共演）[2][3]
- ポップランドMBS[2]
- ザ・上方寄席 お笑い独演会（席亭）[2][3]
- でんわ大好きKYU-KAN-CHO（1984 - 1986年度のナイターオフ番組、金曜パーソナリティ）[2]
- 日曜出勤生ラジオ
- 茶屋町MBS劇場（2016年度までナイターオフ期間に放送）
- ドラマの風（日曜 25:30 - 26:30）
- こんちわコンちゃんお昼ですょ!（「夕刊紙ナビゲーター」水曜・木曜担当）
- 柏木宏之の川と道の情報BOX（日曜 7:00 - 7:30）
- 柏木宏之の防災お役立ち情報（日曜 7:00 - 7:30）
- MBSどっと!アナ「DJ OKAN R-35」（タイトルコールとジングルの声を担当）
- ノムラでノムラだ♪ EXトラ!（月曜ニュースキャスター）
- 畑中ふう・大桃美代子のてふてふ（ニュースキャスター）
- Till Dawn Music（一部の企画でナビゲーターを担当）
- 僕らが大好きだったテレビ主題歌（2015年度から2017年度までは『Till Dawn Music』内で随時放送）
- あどりぶラヂオ（2018年4月4日・5月16日、パーソナリティ）
- 次は〜新福島!=第3章・構築と解体=（2020年3月11日）
  - 『第2章』でニュースキャスターを退いていたものの、アナウンサーとして長年携わっているラジオCMを当日の「ラジオ解体ショー」（水曜日20時台のコーナー）で「解体」（特集）したことに伴って、「解体師」（ゲスト）として出演。
- コトノハ（不定期で出演）
  - 「コトノハ」（言葉）にこだわった毎日放送アナウンサー室制作の事前収録番組で、2021年10月4日から毎週月曜日の21:45 - 22:00に放送。

## 出演作品
アニメーション映画
- ピューと吹く!ジャガー～いま、吹きにゆきます～（2008年に劇場公開） - 毎日放送が製作に出資した作品で、サイバー都市の劇場スタッフおよび、闇民の騎士の1人の声を当てていた。

実写映画
- 閉鎖病棟 -それぞれの朝-（東映製作、2019年に劇場公開）- 毎日放送が製作に出資した作品で、劇中に流れる架空のテレビ番組に関岡香（当時の後輩アナウンサー）とのコンビで登場。

## 関連人物
MBS関係
- 野村啓司（かつての上司で2024年3月に急逝、生前最後のレギュラー番組だった『人生という宝物』のパーソナリティを柏木が継承）
- 結城哲郎（かつての上司、2017年3月までスポーツアナウンサーとしてGAORAへ出向した後にフリーアナウンサーへ転身）
- 増田一樹（アナウンサーとしての先輩、現在はコンプライアンス室所属）
- 高垣伸博（先輩・上司、元アナウンサー室長）
- 関岡香（ラジオCMなどで共演の機会が多かった部下で、アナウンス部長などを歴任した後に、2024年5月から「シニアスタッフ」へ移行）
- 来栖正之（かつての部下に当たるアナウンサーで、柏木・関岡に続いて、正社員定年後の2024年6月から「シニアスタッフ」へ移行）
- 千葉猛（2020年8月から報道情報局へ異動）
- 亀井希生（『僕らが大好きだったテレビ主題歌』などのパーソナリティを担当）

タレント
- 西川のりお
- 小林千絵
- 戸田学
- さわともか
- トミーズ健
- 桂きん太郎

フリーアナウンサー
- 角淳一（元・MBSアナウンサー、同局では柏木の上司）
- 近藤光史（元・MBSアナウンサー、同局では柏木の上司）
- 山本浩之（元・関西テレビアナウンサー）
- 宮内鎮雄（元・TBSアナウンサー）
- 牧原俊幸（元・フジテレビアナウンサー）
- 森たけし（元・読売テレビアナウンサー）
- 田丸一男（毎日放送からの定年退職後はフリーランスのナレーターとして活動）
- 三代澤康司（元・朝日放送テレビアナウンサー）